# Florian Vachon
Florian Vachon (Montluçon, Alier, 2 de gener de 1985) és un ciclista francès, professional entre el 2008 i el 2020.
En el seu palmarès destaca la victòria a la Clàssica Loira Atlàntic del 2012 i una victòria d'etapa al Critèrium Internacional del mateix any.

## Palmarès
- 2002
  - 1r a la Clàssica dels Alps júnior
- 2005
  - 1r a la clàssica Huriel-Jalesches
- 2007
  - Vencedor de 2 etapes del Tour de l'Haut-Anjou
- 2009
  - Vencedor d'una etapa del Tour de Gévaudan
- 2010
  - 1r al Tour de Finisterre
  - Vencedor d'una etapa del Circuit de les Ardenes
  - Vencedor d'una etapa de la Ruta del Sud
- 2012
  - 1r a la Clàssica Loira Atlàntic
  - 1r a la París-Bourges
  - Vencedor d'una etapa del Critèrium Internacional
- 2014
  - 1r a la Classic Sud Ardèche
- 2020
  - 1r al Gran Premi de Lillers

### Resultats al Tour de França
- 2014. 103è de la classificació general
- 2015. 88è de la classificació general
- 2016. 105è de la classificació general
- 2017. 103è de la classificació general
- 2018. 99è de la classificació general
- 2019. 123è de la classificació general